# Axel Honneth
Axel Honneth (* 18. červenec 1949, Essen) je německý filozof a sociolog, profesor na Frankfurtské a Kolumbijské univerzitě a ředitel Institut für Sozialforschung, pracoviště, kde původně vznikla tzv. kritická teorie společnosti neboli Frankfurtské škola a kde se dodnes rozvíjí.

## Život a dílo
Axel Honneth je hlavní osobností třetí generaci kritických teoretiků. Z první generace navazuje na Adorna a Horkheimera, z druhé generace především na Jürgena Habermase, u něhož studoval. V návaznosti na Hegela, Marxe, Sartra a další autory rozvíjí svoji kritickou teorii boje o uznání, přičemž ho ovlivnil také Michel Foucault, symbolický interakcionismus George Herberta Meada nebo objektní teorie Donalda Winnicotta. Jeho klíčovým tématem je sociální uznání, které analyzuje v rámci intersubjektivity. Svoji teorii boje o sociální uznání poprvé zformuloval ve své knize Kampf um Anerkennung (Boj za uznání) z roku 1992, poté ji rozvinul v knize Umverteilung oder Anerkennung? z roku 2003 (česky Přerozdělování nebo uznání?, 2004) a podrobně rozpracoval ve svém hlavním díle Das Recht der Freiheit z roku 2011 (česky Právo svobody, 2018). Reformuloval též Marxův a Lukácsův koncept reifikace a další významné termíny kritické teorie společnosti.

## České překlady
- Axel Honneth: Sociální filosofie a postmoderní etika, Praha, Filosofia 1996.
- Axel Honneth, Nancy Fraser: Přerozdělování nebo uznání?, Praha, Filosofia 2004.
- Axel Honneth (ed.): Zbavovat se svéprávnosti. Paradoxy současného kapitalismu, Praha, Filosofia 2007.
- Axel Honneth: Patologie rozumu. Dějiny a současnost kritické teorie, Praha, Filosofia 2011.
- Axel Honneth: Právo svobody. Nárys demokratické mravnosti. Praha, Filosofia 2018.